# Olympische Sommerspiele 1900/Golf – Einzel (Männer)
Das Golfturnier der Männer bei den Olympischen Spielen 1900 in Paris fand am 2. Oktober 1900 statt. Austragungsort war der Golfplatz Société du Sport Compiègne.

## Ergebnis
| Platz | Athlet              | Nation             | R1        | R2        | Gesamt |
| ----- | ------------------- | ------------------ | --------- | --------- | ------ |
| 1     | Charles Sands       | Vereinigte Staaten | 82        | 85        | 167    |
| 2     | Walter Rutherford   | Großbritannien     | unbekannt | unbekannt | 168    |
| 3     | David Robertson     | Großbritannien     | unbekannt | unbekannt | 175    |
| 4     | Frederick Taylor    | Vereinigte Staaten | unbekannt | unbekannt | 182    |
| 5     | John Daunt          | Großbritannien     | unbekannt | unbekannt | 184    |
| 6     | George Thorne       | Großbritannien     | unbekannt | unbekannt | 185    |
| 7     | William Dove        | Großbritannien     | unbekannt | unbekannt | 186    |
| 8     | Albert Bond Lambert | Frankreich         | 94        | 95        | 189    |
| 9     | Arthur Lord         | Frankreich         | unbekannt | unbekannt | 221    |
| 10    | Pierre Deschamps    | Frankreich         | unbekannt | unbekannt | 231    |
| 11    | Alexandros Merkati  | Frankreich         | unbekannt | unbekannt | 246    |
| 12    | J. Van de Wynckélé  | Frankreich         | unbekannt | unbekannt | 252    |